# 1797
1797 (MDCCXCVII) fue un año común comenzado en domingo según el calendario gregoriano.

## Acontecimientos

### Enero-junio
- 1 de enero: Albany sustituye a Kingston como capital del Estado de Nueva York.
- 3 de enero: Se confirma el Tratado de Trípoli en Argel por parte de los Estados Unidos y los estados berberiscos del Mediterráneo.
- 4 de enero: Napoleón Bonaparte vence en la Batalla de Rívoli.
- 7 de enero: Consagración de la bandera tricolor italiana (verde, blanco y rojo) en el Congreso de Reggio, en la Emilia.
- 4 de febrero: Un terremoto de 8,3 destruye la ciudad de Riobamba, en Ecuador, dejando un saldo de 40.000 personas muertas.
- 10 de febrero: en la isla indonesia de Sumatra se registra un fuerte terremoto de 8,4 que provoca un devastador tsunami.
- 14 de febrero: Batalla del Cabo de San Vicente.
- 18 de febrero: en Isla Trinidad se completa la invasión una flota británica comandada por Sir Ralph Abercromby.
- 19 de febrero: Napoleón Bonaparte y el papa Pío VI firman el tratado de Tolentino, en el marco de las guerras napoleónicas.
- 4 de marzo: John Adams toma posesión como presidente de Estados Unidos.
- 6 de abril: en Colombia se funda la aldea de Villavicencio.
- 16 de abril: se disuelve la Serenísima República de Venecia, por las presiones de Napoleón Bonaparte al dogo Ludovico Manin
- 17 de abril: Inglaterra comienza el Ataque a Puerto Rico
- 30 de abril: Inglaterra se rinde y abandona la isla de Puerto Rico.
- 12 de mayo: en Venecia, el último dux de la República, Ludovico Manin, rinde la ciudad a las tropas francesas.
- 17 de junio: en Irán, Fath Alí Shah Qayar sucede en el trono a Agha Mohammad Jan.

### Julio-diciembre
- 25 de julio: Horacio Nelson pierde el brazo derecho, en un ataque naval frustrado a Santa Cruz de Tenerife. El almirante Nelson trata de tomar la isla de Tenerife pero es derrotado por el general Antonio Gutiérrez de Otero.
- 2 de agosto: en la isla de Puerto Rico se funda la villa de Juncos.
- 4 de septiembre: Francia: Golpe de Estado del 18 de Fructidor.
- 17 de octubre: Tratado de Campo Formio. Austria cede a Francia la orilla derecha del Rin, Bélgica y el Milanesado, recibiendo a cambio Venecia que desaparece definitivamente como república.
- 20 de octubre: Se concede a Josep Erans y Nicolau el privilegio de ostentar el escudo real en su fábrica de abanicos de la ciudad de Valencia (España).

## Arte y literatura
- 13 de marzo: en París, Luigi Cherubini estrena Medea.
- Giacomo Casanova solicita permiso a la Corte de Sajonia para publicar sus memorias.

## Nacimientos

### Enero
- 6 de enero: Jedediah Smith, cazador, trampero, comerciante de pieles y explorador estadounidense (f. 1831).
- 26 de enero: Policarpa Salavarrieta, prócer de la independencia de Colombia, fusilada (f. 1817)
- 31 de enero: Franz Schubert, compositor austríaco (f. 1828).

### Marzo
- 22 de marzo: Guillermo I, emperador alemán.
- 24 de marzo: Antonio Rosmini, pensador italiano (f. 1855).
- 27 de marzo: Alfred de Vigny, escritor francés (f. 1863).

### Junio
- 11 de junio: José Trinidad Reyes, prócer hondureño (f. 1855).

### Julio
- Julio: Juan José Guzmán, militar, licenciado y político salvadoreño (f. 1847).

### Agosto
- 30 de agosto: Mary Shelley, escritora británica (f. 1851).
- 31 de agosto: Ramón Castilla, presidente peruano (f. 1867).

### Septiembre
- 20 de septiembre: Manuel Lavalleja, militar uruguayo, oficial del general Artigas y uno de los Treinta y Tres Orientales (f. 1852).

### Diciembre
- 11 de diciembre: Thomas Coutts, Colono y asesino de indígenas australianos. (f. 1868)
- 23 de diciembre: Adrien-Henri de Jussieu, botánico y médico francés (f. 1853).
- 27 de diciembre: Manuela Sáenz, líder  ecuatoriana revolucionaria de la Independencia de América del Sur.

## Fallecimientos

### Enero
- 18 de enero: Heinrich J.N. Crantz, médico y botánico austriaco de origen luxemburgués (n. 1722).

### Marzo
- 16 de marzo: Juan Pablo Forner, escritor español (n. 1756).

### Mayo
- 27 de mayo: François Babeuf, revolucionario socialista francés (n. 1760).
- 28 de mayo: Anton Raaff, tenor alemán (n. 1714).

### Junio
- 17 de junio: Agha Mohammad Jan, shah kayar de Irán.

### Julio
- 9 de julio: Edmund Burke, estadista, filósofo y político británico (n. 1729).

### Septiembre
- 10 de septiembre: Mary Wollstonecraft, filósofa, escritora y feminista británica (n. 1797)